# Michał Roch Żochowski
Michał Roch Żochowski – polski profesor specjalizujący się w fizyce, biocybernetyce i inżynierii biomedycznej.

## Życiorys
Michał Żochowski roku uzyskał tytuł magistra fizyki na Uniwersytecie Warszawskim w 1993. Pracę doktorską pt. Statyczne i dynamiczne własności nowych modeli sieci neuronowych obronił w 1995 roku. Tytuł pracy habilitacyjnej, którą obronił w 2002, brzmiał: Synchronizacja w układach biologicznych i fizycznych. Studium doświadczalne i teoretyczne. W 2014 roku prezydent Bronisław Komorowski nadał Michałowi Żochowskiemu tytuł profesora nauk technicznych.